# 靠死亡遊戲混飯吃。
《靠死亡遊戲混飯吃。》是鵜飼有志創作的日本輕小說，插畫由Nekometaru（ねこめたる）繪製。2022年11月起由MF文庫J（KADOKAWA）出版。改編漫畫由萬歲壽大宴會作畫，於2023年6月號起在「月刊Comp Ace」（KADOKAWA）連載中。改編電視動畫預定於2026年1月播出。
主角幽鬼的目標是在死亡遊戲中連續贏得比賽，並靠死亡遊戲的獎金生活。截至2024年8月，本作系列包括電子書累積發行量超過23萬冊。

## 故事概要
第1卷
鬼屋（第28次）
對於幽鬼來說，這是第28次的遊戲。這是一場由穿著女僕裝的六名玩家在一個洋樓中進行的逃脫遊戲，除了幽鬼以外的玩家幾乎都是新手。幽鬼對於這種不平衡的遊戲感到疑惑，作為有經驗的玩家，他在領導初學者的情況下努力與其他五人一起逃脫。

## 登場人物

### 主角
幽鬼（聲：三浦千幸）
本作的主角。17歲。具有幽靈般外貌的玩家。本名是反町友樹（そりまち ゆうき）。

### 鬼屋登場人物
金子
金髮雙馬尾，身材苗條嬌小的玩家。
青井
害羞且聲音低沉的藍髮玩家。
黑糖
除了幽鬼之外唯一有參與過死亡遊戲的玩家。
桃乃
粉紅色頭髮，身材性感的玩家。
紅野
身材高挑，紅色短髮的玩家。

## 作中設定
這款遊戲是一場殺人遊戲，也是一場商業表演。遊戲場地到處都設置了監視器。觀眾會賭注誰能倖存下來，通過遊戲的玩家則能贏得獎金。首次參與的獎金大約在300萬日圓左右。遊戲的規則因每場而異，但不擇手段地對付他人是共通的。參與遊戲的玩家只有少女，基本上只有容貌出眾的人才會被邀請。玩家在遊戲中通常會穿著角色扮演的服裝。參與與否由玩家自行決定，可以拒絕參加。
為了顧及觀眾的觀賞體驗，玩家的屍體都經過防腐處理，血液接觸空氣後會變成白色綿狀物質，身上不會散發臭味，即使死後身體也不會腐爛。受傷的玩家在遊戲結束後會接受主辦方的治療，防腐處理的存在使得治療範圍比平常更廣，即使失去身體的一部分，通常都能恢復。對於主辦方無法治療的傷害，希望繼續參加遊戲的玩家還會找製作義肢的工匠。

## 製作背景
死亡遊戲中玩家的服裝每次都不同。這是源於以狼人遊戲為題材的新都社的漫畫《你是狼人嗎？》。關於讀者層，因為鵜飼自己直到高中都沒有閱讀書籍的習慣，所以他知道有像他一樣的讀者存在。據鵜飼所述，當時許多作品像《偵探已經，死了。》和《間諜教室》都很受歡迎，他認為這些作品用了輕小說的寫作手法，卻展開了其他類型的故事，於是他就選擇了死亡遊戲這個他認為當時很流行的類型開始創作。

## 評價
這部作品在第18屆MF文庫J輕小說新人獎中獲得了優秀獎。其中一位評審相樂總表示，評審委員中有兩人給予了最高評價，另外兩人給予了最低評價，意見出現了分歧。給予最高分的相樂總認為會得到最低分也是有原因的，這部作品應該要在刺激讀者感官的方面多下功夫。

## 出版書籍

### 小說
| 卷數 | KADOKAWA       | KADOKAWA               | 台灣角川      | 台灣角川                                               |
| 卷數 | 發售日期       | ISBN                   | 發售日期      | ISBN / EAN                                             |
| ---- | -------------- | ---------------------- | ------------- | ------------------------------------------------------ |
| 1    | 2022年11月25日 | ISBN 978-4-04-681937-6 | 2024年2月1日  | EAN 471-128-961-658-0（特裝版） ISBN 978-626-378-392-8 |
| 2    | 2023年1月25日  | ISBN 978-4-04-682109-6 | 2024年4月4日  | ISBN 978-626-378-769-8                                 |
| 3    | 2023年4月25日  | ISBN 978-4-04-682405-9 | 2024年6月17日 | ISBN 978-626-400-083-3                                 |
| 4    | 2023年8月25日  | ISBN 978-4-04-682765-4 | 2024年9月25日 | EAN 471-128-962-125-6（特裝版） ISBN 978-626-400-506-7 |
| 5    | 2023年12月25日 | ISBN 978-4-04-683149-1 | 2025年4月3日  | EAN 471-128-962-349-6（特裝版） ISBN 978-626-415-531-1 |
| 6    | 2024年4月25日  | ISBN 978-4-04-683544-4 |               |                                                        |
| 7    | 2024年9月25日  | ISBN 978-4-04-684006-6 |               |                                                        |
| 8    | 2025年2月25日  | ISBN 978-4-04-684556-6 |               |                                                        |

### 漫畫
| 卷數 | KADOKAWA       | KADOKAWA               | 台灣角川      | 台灣角川               |
| 卷數 | 發售日期       | ISBN                   | 發售日期      | ISBN                   |
| ---- | -------------- | ---------------------- | ------------- | ---------------------- |
| 1    | 2023年12月26日 | ISBN 978-4-04-114456-5 | 2025年2月13日 | ISBN 978-626-415-302-7 |
| 2    | 2024年7月25日  | ISBN 978-4-04-115036-8 |               |                        |
| 3    | 2025年2月26日  | ISBN 978-4-04-115861-6 |               |                        |

## 電視動畫
2024年9月1日，宣布改編為電視動畫。預定於2026年1月播出。

### 製作人員
- 原作：鵜飼有志
- 角色原案：NecoMetaru
- 導演：上野壯大
- 劇本統籌：池田臨太郎
- 人物設定：長田繪里
- 音響導演：小沼則義
- 動畫製作：Studio DEEN
- 製作：「靠死亡遊戲混飯吃。」製作委員會[3]

## 來源
1. 1 2  太田祥暉（TARKUS）. . 電撃オンライン. KADOKAWA. 2022-12-06  [2023-11-25]. （原始内容存档于2023-01-28） （日语）.
2. ↑  . コミックナタリー (ナターシャ). 2023-04-26  [2023-11-25]. （原始内容存档于2023-05-03） （日语）.
3. 1 2 3  . Comic Natalie. 2025-02-15  [2025-02-15]. （原始内容存档于2025-03-24） （日语）.
4. ↑  @shibouyugi_.  (推文). 2024-08-19  [2024-09-01] –Twitter （日语）.
5. ↑  二語十; 鵜飼有志. . ダ・ヴィンチWeb (访谈) (KADOKAWA). 2023-01-31  [2024-05-18]. （原始内容存档于2023-02-03） （日语）.
6. 1 2  二語十; 鵜飼有志. . MF文庫Jオフィシャルウェブサイト (访谈) (KADOKAWA). 2023-02-04  [2024-05-18]. （原始内容存档于2024-02-24） （日语）.
7. ↑  このラノ2024 (2023)，第7頁.
8. ↑  . MF文庫Jオフィシャルウェブサイト.   [2024-05-18]. （原始内容存档于2024-02-24） （日语）.
9. ↑  . KADOKAWA.   [2023-11-26]. （原始内容存档于2023-02-07） （日语）.
10. ↑  . 台灣角川.   [2024-06-22]. （原始内容存档于2024-08-05）.
11. ↑  . 台灣角川.   [2024-06-22]. （原始内容存档于2024-12-03）.
12. ↑  . KADOKAWA.   [2023-11-26]. （原始内容存档于2023-05-07） （日语）.
13. ↑  . 台灣角川.   [2024-03-27]. （原始内容存档于2024-03-27）.
14. ↑  . KADOKAWA.   [2023-11-26]. （原始内容存档于2023-04-30） （日语）.
15. ↑  . 台灣角川.   [2024-06-22]. （原始内容存档于2024-12-06）.
16. ↑  . KADOKAWA.   [2023-11-26]. （原始内容存档于2023-08-24） （日语）.
17. ↑  . 台灣角川.   [2024-09-25]. （原始内容存档于2024-12-06）.
18. ↑  . 台灣角川.   [2024-09-01]. （原始内容存档于2024-12-04）.
19. ↑  . KADOKAWA.   [2024-05-10]. （原始内容存档于2024-09-26） （日语）.
20. ↑  . 台灣角川.   [2025-04-03].
21. ↑  . 台灣角川.   [2025-04-03].
22. ↑  . KADOKAWA.   [2024-05-10]. （原始内容存档于2024-09-26） （日语）.
23. ↑  . KADOKAWA.   [2024-09-28]. （原始内容存档于2024-10-07） （日语）.
24. ↑  . KADOKAWA.   [2025-02-24]. （原始内容存档于2025-03-21） （日语）.
25. ↑  . KADOKAWA.   [2024-05-10] （日语）.
26. ↑  . 台灣角川.   [2025-02-13].
27. ↑  . KADOKAWA.   [2024-09-01]. （原始内容存档于2024-08-09） （日语）.
28. ↑  . KADOKAWA.   [2025-02-25] （日语）.
29. ↑  @shibouyugi_.  (推文). 2024-09-01  [2024-09-01] –Twitter （日语）.

## 外部連結
- 優秀賞 靠死亡遊戲混飯吃。｜第18回MF文庫J輕小說新人賞作品第一彈 （页面存档备份，存于）（日語）
- 「靠死亡遊戲混飯吃。」官方的X（前Twitter）
- 靠死亡遊戲混飯吃。 （页面存档备份，存于） - Comp Ace（日語）